# Tichina Arnold
Tichina Rolanda Arnold (/tɪˈʃiːnə/ ; n. 28 iunie 1969, New York City, New York, SUA) este o actriță și cântăreață americană. Și-a început cariera în copilărie⁠(d), având roluri secundare în Prăvălia groazei (1986) și How I Got into College⁠(d) (1989), iar apoi a obținut rolul Pamelei „Pam” James în sitcomul FOX Martin⁠(d) (1992-1997). Arnold a interpretat-o pe matriarha familiei Rochelle în sitcomul UPN/CW Toată lumea îl urăște pe Chris din 2005 până în 2009 și pe Judi Mann în sitcomul Happily Divorced⁠(d) din 2011 până în 2013. Din 2014 până în 2017, a jucat rolul principal în Survivor's Remorse⁠(d). Începând din 2018, Arnold o interpretează pe Tina Butler în serialul CBS Vecinii noștri.

## Biografie
Arnold s-a născut în Queens, New York într-o familie din clasa muncitoare⁠(d). Mama sa, Diane, lucra în salubritate, iar tatăl ei, Gene Arnold, era ofițer de poliție. Aceasta a fost crescută în confesiunea penticostală⁠(d). A urmat cursurile Liceului Fiorello H. LaGuardia de Muzică, Artă și Artele spectacolului⁠(d).

## Cariera
În 1986, Arnold a apărut în rolul lui Crystal, una dintre cele trei fete din corul care interpretează melodii R&B în filmul muzical al lui Frank Oz Prăvălia groazei (1986). Aceasta avea doar șaisprezece ani la momentul filmărilor, iar mai târziu a obținut roluri în lungmetrajele How I Got into College (1991) și Scenes from a Mall⁠(d) (1991). În februarie 1987, Arnold a obținut primul ei mare succes în televiziune, având un rol principal în telenovela Ryan's Hope⁠(d). Interpretarea sa a fost lăudată de critici și i-a adus o nominalizare la Premiile Daytime Emmy⁠(d) în 1988. În 1989, Arnold a primit rolul lui Sharla Valentine, prietena lui Emily Ann Sago (interpretată de Liz Vassey), în serialul dramatic All My Children⁠(d).
Cel mai cunoscut rol al său este Pamela James în sitcomul Martin (1992–1997) al lui Martin Lawrence. A avut un rol episodic în One on One⁠(d). A apărut în alte proiecte cinematografice alături de Martin Lawrence: Acasă la Coana Mare⁠(d) (2000) și Gașca nebună⁠(d) (2007). În 2003, a apărut în Revoltă la închisoarea de femei⁠(d). În perioada septembrie 2005 - mai 2009, aceasta a interpretat rolul lui Rochelle în sitcomul Toată lumea îl urăște pe Chris. În 2008, a apărut în filmul istoric The Lena Baker Story⁠(d), având rolul singurei femei executate pe scaunul electric în statul Georgia.
A apărut în episodul „Attack of the Killer Kung-fu Wolf bench” al serialului animat The Boondocks⁠(d) (2007). În 2009, Arnold a avut un rol în piesa de teatru muzical The Wiz⁠(d) la New York City Center. A apărut în serialul Disney Perechea de regi în rolul mătușii Nancy în două episoade.
A avut un rol în serialul lui Fran Drescher Happily Divorced, proiect influențat de relația celei din urmă cu actorul Peter Marc Jacobson⁠(d).

## Viața personală
În 1998, Arnold și-a înființat propria companie de coifuri numită „China Moon Rags”. Articolele erau bandane⁠(d) brodate cu cristale Swarovski. Celebrități precum Michel'le⁠(d), Tisha Campbell⁠(d), Janet Jackson, Vivica A. Fox, Regina King⁠(d), Christina Aguilera și LisaRaye McCoy⁠(d) au fost modele și au fost văzute purtând creațiile sale. Când s-a născut fiica sa, a oprit producția.
Arnold are o fiică, Alijah Kai Haggins (născută pe 16 martie 2004), cu producătorul muzical Carvin Haggins⁠(d). Într-un interviu cu Joan Rivers, Arnold a dezvăluit că era convinsă că nu poate rămâne însărcinată din cauza endometriozei.
Pe 18 august 2012, Arnold s-a căsătorit DaRico Hines⁠(d), antrenor asistent de baschet masculin din St. Johns⁠(d) și fostul antrenor asistent al Golden State Warriors, în Honolulu, Hawaii. În ianuarie 2016, reprezentantul lui Arnold a confirmat că cei doi urmează să divorțeze. Presa a dezvăluit că Hines a fost infidel și că există un film pornografic⁠(d) cu acesta și o altă femeie.

### Filantropie
În 2013, Arnold și sora ei au creat We Win Foundation, o fundație pentru persoanele cu lupus; sora sa, Zenay, are această boala.

## Filmografie

### Filme
| An   | Film                                    | Rol                 | Note                |
| ---- | --------------------------------------- | ------------------- | ------------------- |
| 1983 | The Brass Ring                          | Mary                | Film de televiziune |
| 1984 | The House of Dies Drear                 | Pesty               | Film de televiziune |
| 1986 | Little Shop of Horrors                  | Crystal             |                     |
| 1988 | Starlight: A Musical Movie              | Evelyn Ruth         |                     |
| 1989 | How I Got into College                  | Vera Cook           |                     |
| 1991 | Scenes from a Mall                      | Ticket Seller       |                     |
| 1997 | Fakin' Da Funk                          | Tracy               |                     |
| 1998 | Perfect Prey                            | Susie               | Film de televiziune |
| 1999 | A Luv Tale                              | Wendi               |                     |
| 2000 | Dancing in September                    | Robber              |                     |
| 2000 | Big Momma's House                       | Ritha               |                     |
| 2002 | Civil Brand                             | Aisha               |                     |
| 2002 | Yo Alien                                | Ray Goods           |                     |
| 2005 | Preaching to the Choir                  | Desiree             |                     |
| 2005 | Getting Played                          | Woman in Restaurant | Film de televiziune |
| 2007 | Wild Hogs                               | Karen Davis         |                     |
| 2008 | Drillbit Taylor                         | Photography Teacher |                     |
| 2008 | Hope & Redemption: The Lena Baker Story | Lena Baker          |                     |
| 2009 | Dance Flick                             | Ray's Mamma         |                     |
| 2012 | Stolen Child                            | Claudia             | Film de televiziune |
| 2012 | The Great Divide                        | Tosha               |                     |
| 2013 | Summoned                                | Mylene              | Film de televiziune |
| 2014 | More to Love                            | Margo               |                     |
| 2014 | A Day Late and a Dollar Short           | Charlotte           | Film de televiziune |
| 2014 | Top Five                                | Theatre Manager     |                     |
| 2015 | Royal Family Thanksgiving               | Chevonne            | Film de televiziune |
| 2015 | Royal Family Christmas                  | Chevonne            | Film de televiziune |
| 2018 | A Father's Love                         | Miss Danine         | Scurtmetraj         |
| 2019 | The Last Black Man in San Francisco     | Wanda               |                     |
| 2019 | Countdown                               | Nurse Amy           |                     |
| 2019 | All the Way with You                    | Lorreta             |                     |
| 2020 | Runt                                    | Principal Carey     |                     |
| 2020 | Clover                                  | Pat                 |                     |
| 2020 | The Main Event                          | Denise Thompson     |                     |

### Televiziune
| An      | Titlu                   | Rol                             | Note                                                |
| ------- | ----------------------- | ------------------------------- | --------------------------------------------------- |
| 1986    | Sesame Street           | Tichina                         | Episodul: "Another Cold Day on Sesame Street"       |
| 1987–89 | Ryan's Hope             | Zena Brown                      | Rol principal                                       |
| 1989    | The Cosby Show          | Delores                         | Episodul: "Theo's Women"                            |
| 1990    | Law & Order             | Leona                           | Episodul: "Out of the Half-Light"                   |
| 1990–91 | All My Children         | Sharla Valentine                | Rol principal                                       |
| 1992–97 | Martin                  | Pamela "Pam" James              | Rol principal                                       |
| 1994    | Soul Train              | Gazdă                           | Episodul: "Xscape/Gerald Albright"                  |
| 1998    | The Jamie Foxx Show     | Carla                           | Episodul: "Soul Mate to Cellmate"                   |
| 1999    | Pacific Blue            | Dana Brown                      | Episodul: "Ghost Town"                              |
| 1999    | The Norm Show           | Mrs. Murphy                     | Episodul: "Norm vs. the Boxer"                      |
| 2001    | The Test                | Herself                         | Episodul: "The OCD Test"                            |
| 2001–05 | One on One              | Nicole Barnes                   | Rol episodic: Sezonul 1–3, Invitat: Sezonul 4       |
| 2002    | Intimate Portrait       | Herself                         | Episodul: "Tisha Campbell-Martin"                   |
| 2002    | Biography               | Herself                         | Episodul: "Martin Lawrence: Comic Trip"             |
| 2002    | Soul Food               | Adina                           | Episodul: "Past Imperfect"                          |
| 2004    | Punk'd                  | Herself                         | Episodul: "Episode #3.2"                            |
| 2004    | Listen Up               | Kiara                           | Episodul: "Thanksgiving"                            |
| 2005–09 | Everybody Hates Chris   | Rochelle                        | Rol principal                                       |
| 2006    | Hi-Jinks                | Herself                         | Episodul: "Tichina Arnold"                          |
| 2007    | The Boondocks           | Nicole, Brenda Harvey (voce)    | Episodul: "Attack of the Killer Kung-Fu Wolf Bitch" |
| 2009    | Played by Fame          | Herself                         | Episodul: "Anger Management"                        |
| 2009    | Sherri                  | Russell's Mamma                 | Episodul: "Pilot"                                   |
| 2009    | Brothers                | Cynthia                         | Rol episodic                                        |
| 2010–11 | Pair of Kings           | Aunt Nancy                      | Episodul: "Return of the Kings" & "The Bite Stuff"  |
| 2011    | Are We There Yet?       | Vicky Howard                    | Episodul: "The Fight Party Episode"                 |
| 2011    | American Dad!           | Deborah (Voce)                  | Episodul: "A Ward Show"                             |
| 2011    | Raising Hope            | Sylvia                          | Rol episodic: Season 1                              |
| 2011–13 | Let's Stay Together     | Dr. Knotts                      | Episodul: "Marriage 101" & "Hot Junk"               |
| 2011–13 | Happily Divorced        | Judi Mann                       | Rol principal                                       |
| 2014    | Celebrity Wife Swap     | Herself                         | Episodul: "Tichina Arnold/Kelly Packard"            |
| 2014    | Hit the Floor           | Mary Roman                      | Episodul: "Blow Out" & "Winner Takes All"           |
| 2014–17 | Survivor's Remorse      | Cassie Calloway                 | Rol principal                                       |
| 2015    | Chopped                 | Herself                         | Episodul: "Sitcom Moms"                             |
| 2015    | Black Dynamite          | Honeybee's Singing Voice (voce) | Episodul: "The Wizard of Watts"                     |
| 2015    | Born Again Virgin       | Quinn                           | Episodul: "Off to See the Wizard"                   |
| 2015–16 | Celebrity Name Game     | Herself/Celebrity Player        | Episodul: "Gilles Marini & Tichina Arnold #1-#3"    |
| 2017    | Daytime Divas           | Mo Evans                        | Rol episodic                                        |
| 2018    | Lockdown                | Paulette                        | Rol principal                                       |
| 2018–   | The Neighborhood        | Tina Butler                     | Rol principal                                       |
| 2018–21 | Soul Train Music Awards | Gazdă                           | Episod special                                      |
| 2021    | Devil May Care          | Jezebeth (voce)                 | Episodul: "The Sisters"                             |
| 2022    | Bob Hearts Abishola     | Tina Butler                     | Episodul: "Compress to Impress"                     |